# Selección de fútbol sub-18 de Escocia
La selección de fútbol sub-18 de Escocia es el equipo nacional de fútbol que representa a Escocia para los jugadores de 18 años o menos. El equipo, está controlado por la Asociación de Fútbol de Escocia, actúa como equipo canterano de la selección absoluta.

## Historia
La mejor actuación de Escocia en una final del Campeonato Europeo de la UEFA Sub-19 se produjo en 1982, cuando ganó el torneo. El equipo fue entonces dirigido por Andy Roxburgh y Walter Smith, quienes pasarían a dirigir la selección absoluta. Escocia derrotó a sus rivales Inglaterra en la ronda de clasificación y terminó en la cima del Grupo 4, que también incluía a Holanda. Escocia venció a Polonia 2-0 en las semifinales y Checoslovaquia 3-1 en la final.
Escocia alcanzó las semifinales en otras siete ocasiones. Escocia fue sede del torneo de 1970, donde ganó un grupo que incluía a Bulgaria, Suecia e Italia, pero luego perdió 1-0 ante Holanda en la semifinal. En el torneo de 1978, organizado por Polonia, Escocia encabezó un grupo que contenía a Alemania e Italia para clasificarse para la semifinal, donde perdió en los penaltis ante Yugoslavia.
El grupo de edad de la competencia se ajustó al alza en un año para el torneo de 2002, con Escocia ingresando a un equipo sub-19 a partir de entonces. En consecuencia, la selección escocesa sub-18 quedó en suspenso, aparte de los esporádicos partidos amistosos que incluyeron dobles partidos contra Serbia en abril de 2012, Israel en abril de 2013 y la República Checa en octubre de 2014.
En 2018, reconociendo una brecha en la progresión para los mejores jugadores de la edad relevante (varios de los cuales eran participantes de Performance School que se aceleraron hacia los sub-17 pero no estaban listos para el paso a los menores de 19 años), la SFA anunció que el Se restablecería el equipo sub-18 para ofrecer más experiencia de partido como parte del mismo grupo.

## Participaciones
- 1948-1954 - Torneo Juvenil de la FIFA
- 1955–1980 - Torneo Juvenil de la UEFA
- 1981–2001 - Campeonato de Europa Sub-18 de la UEFA

| Año   | Resultado      | PJ        | PG        | PE        | PP        | GF        | GC        |
| ----- | -------------- | --------- | --------- | --------- | --------- | --------- | --------- |
| 1948  | No entro       | No entro  | No entro  | No entro  | No entro  | No entro  | No entro  |
| 1949  | Sexto lugar    | 2         | 0         | 0         | 2         | 2         | 4         |
| 1950  | No entro       | No entro  | No entro  | No entro  | No entro  | No entro  | No entro  |
| 1962  | No entro       | No entro  | No entro  | No entro  | No entro  | No entro  | No entro  |
| 1963  | Tercer lugar   | 5         | 3         | 0         | 2         | 12        | 6         |
| 1964  | Cuarto lugar   | 5         | 3         | 0         | 2         | 10        | 7         |
| 1965  | Fase de grupos | 2         | 1         | 1         | 0         | 2         | 1         |
| 1966  | Fase de grupos | 3         | 1         | 2         | 0         | 4         | 3         |
| 1967  | Eliminatoria   | -         | -         | -         | -         | -         | -         |
| 1968  | Fase de grupos | 3         | 2         | 0         | 1         | 6         | 2         |
| 1969  | Cuarto lugar   | 5         | 2         | 1         | 2         | 5         | 5         |
| 1970  | Tercer lugar   | 5         | 3         | 1         | 1         | 11        | 4         |
| 1971  | Eliminatoria   | -         | -         | -         | -         | -         | -         |
| 1972  | Fase de grupos | 3         | 2         | 0         | 1         | 6         | 4         |
| 1973  | Fase de grupos | 3         | 1         | 0         | 2         | 3         | 4         |
| 1974  | Tercer lugar   | 5         | 3         | 1         | 1         | 11        | 4         |
| 1975  | Eliminatoria   | -         | -         | -         | -         | -         | -         |
| 1976  | Se retiró      | Se retiró | Se retiró | Se retiró | Se retiró | Se retiró | Se retiró |
| 1977  | Se retiró      | Se retiró | Se retiró | Se retiró | Se retiró | Se retiró | Se retiró |
| 1978  | Cuarto lugar   | 5         | 2         | 2         | 1         | 5         | 5         |
| 1979  | Fase de grupos | 3         | 2         | 0         | 1         | 5         | 5         |
| 1980  | Eliminatoria   | -         | -         | -         | -         | -         | -         |
| 1981  | Fase de grupos | 3         | 2         | 1         | 0         | 3         | 1         |
| 1982  | Campeón        | 5         | 4         | 1         | 0         | 11        | 2         |
| 1983  | Fase de grupos | 3         | 1         | 1         | 1         | 4         | 4         |
| 1984  | Fase de grupos | 3         | 1         | 1         | 1         | 4         | 5         |
| 1986  | Cuarto lugar   | 3         | 1         | 0         | 2         | 1         | 2         |
| 1988  | Eliminatoria   | -         | -         | -         | -         | -         | -         |
| 2001  | Eliminatoria   | -         | -         | -         | -         | -         | -         |
| Total | 18/50          | 66        | 34        | 12        | 20        | 104       | 68        |

### Otros torneos
| Año   | Competencia                    | Resultado     | PJ | PG | PE | PP | GF | GC | Ref.   |
| ----- | ------------------------------ | ------------- | -- | -- | -- | -- | -- | -- | ------ |
| 1973  | Copa del Atlántico             | Tercer lugar  | 2  | 1  | 1  | 0  | 2  | 1  | [ 5 ]  |
| 1974  | Copa del Atlántico             | Tercer lugar  | 3  | 0  | 0  | 3  | 2  | 2  | [ 5 ]  |
| 1976  | Tournoi Juniors U-18 de Cannes | Campeones     | 4  | 3  | 1  | 0  | 8  | 2  | [ 6 ]  |
| 1977  | Tournoi Juniors U-18 de Cannes | Tercer lugar  | 4  | 2  | 1  | 1  | 6  | 5  | [ 6 ]  |
| 1979  | Tournoi Juniors U-18 de Monaco | Tercer lugar  | 4  | 3  | 1  | 0  | 4  | 0  | [ 7 ]  |
| 1979  | Copa del Atlántico             | Campeones     | 3  | 2  | 1  | 0  | 11 | 1  | [ 5 ]  |
| 1980  | Tournoi Juniors U-18 de Monaco | Quinto lugar  | 3  | 1  | 1  | 1  | 3  | 2  | [ 7 ]  |
| 1981  | Tournoi Juniors U-18 de Cannes | Quinto lugar  | 4  | 2  | 1  | 1  | 4  | 4  | [ 6 ]  |
| 1982  | Tournoi Juniors U-18 de Monaco | Quinto lugar  | 2  | 0  | 0  | 2  | 0  | 4  | [ 7 ]  |
| 1984  | Torneo de las cuatro naciones  | Cuarto puesto | 3  | 0  | 1  | 2  | 1  | 4  | [ 8 ]  |
| 1985  | Tournoi Juniors U-18 de Cannes | Sexto lugar   | 1  | 1  | 2  | 1  | 3  | 4  | [ 6 ]  |
| 1985  | Torneo de las cuatro naciones  | Campeones     | 3  | 2  | 1  | 0  | 5  | 2  | [ 8 ]  |
| 1986  | Torneo de las cuatro naciones  | Cuarto puesto | 3  | 0  | 1  | 2  | 1  | 5  | [ 8 ]  |
| 1987  | Torneo de las cuatro naciones  | Tercer lugar  | 3  | 1  | 1  | 1  | 3  | 3  | [ 8 ]  |
| 1988  | Torneo de las cuatro naciones  | Cuarto puesto | 3  | 0  | 0  | 3  | 2  | 7  | [ 8 ]  |
| 1989  | Torneo de las cuatro naciones  | Finalistas    | 3  | 1  | 1  | 1  | 1  | 2  | [ 8 ]  |
| 1990  | Torneo de las cuatro naciones  | Cuarto puesto | 3  | 0  | 1  | 2  | 5  | 8  | [ 8 ]  |
| 1991  | Torneo de las cuatro naciones  | Tercer lugar  | 3  | 0  | 2  | 1  | 0  | 1  | [ 8 ]  |
| 1992  | Torneo de las cuatro naciones  | Tercer lugar  | 3  | 1  | 0  | 2  | 6  | 4  | [ 8 ]  |
| 1993  | Torneo de las cuatro naciones  | Finalistas    | 3  | 1  | 2  | 0  | 5  | 3  | [ 8 ]  |
| 1994  | Torneo de las cuatro naciones  | Ganadores     | 3  | 2  | 1  | 0  | 4  | 1  | [ 8 ]  |
| 1995  | Torneo de las cuatro naciones  | Tercer lugar  | 3  | 1  | 0  | 2  | 5  | 6  | [ 8 ]  |
| 1996  | Torneo de las cuatro naciones  | Campeones     | 3  | 2  | 0  | 1  | 8  | 3  | [ 8 ]  |
| 1997  | Torneo de las cuatro naciones  | Campeones     | 3  | 2  | 1  | 0  | 4  | 2  | [ 8 ]  |
| 1998  | Torneo de las cuatro naciones  | Finalistas    | 3  | 2  | 0  | 1  | 4  | 2  | [ 8 ]  |
| 1999  | Torneo de las cuatro naciones  | Ganadores     | 2  | 2  | 0  | 0  | 5  | 1  | [ 8 ]  |
| 2000  | Torneo de las cuatro naciones  | Ganadores     | 2  | 1  | 1  | 0  | 3  | 1  | [ 8 ]  |
| 2001  | Torneo de las cuatro naciones  | Tercer lugar  | 3  | 1  | 1  | 1  | 1  | 1  | [ 8 ]  |
| 2003  | Torneo de las cuatro naciones  | Tercer lugar  | 3  | 1  | 0  | 2  | 6  | 8  | [ 8 ]  |
| 2004  | Copa de Eslovaquia             | Cuarto puesto | 4  | 1  | 1  | 2  | 3  | 7  | [ 9 ]  |
| 2004  | Torneo de las cuatro naciones  | Finalistas    | 2  | 0  | 2  | 0  | 0  | 0  | [ 8 ]  |
| 2007  | Tournoi de Limoges             | Tercer lugar  | 3  | 0  | 1  | 2  | 3  | 6  | [ 10 ] |
| Total | Total                          | 4 títulos     | 58 | 19 | 16 | 23 | 69 | 71 |        |

## Jugadores

### Equipo actual
Los siguientes jugadores fueron seleccionados para un torneo organizado por Turquía en septiembre de 2019.
| No. | Pos. | Jugador               | Fecha de nacimiento (edad)     | Pdos. | Goles | Club                                         |
| --- | ---- | --------------------- | ------------------------------ | ----- | ----- | -------------------------------------------- |
|     |      | Elliot Anderson       |                                |       |       | Newcastle United                             |
|     |      | Connor Barron         |                                |       |       | Aberdeen                                     |
|     |      | Ciaran Dickson        |                                |       |       | Rangers                                      |
|     |      | Thomas Dickson-Peters |                                |       |       | Norwich City                                 |
|     |      | Josh Doig             |                                |       |       | Hibernian                                    |
|     |      | Finn Ecrepont         | 30 de julio de 2002 (16 años)  |       |       | Ayr United                                   |
|     |      | Jamie Hamilton        | 14 de julio de 2001 (17 años)  |       |       | Hamilton Academical                          |
|     |      | Kai Kennedy           |                                |       |       | Rangers                                      |
|     |      | Sonny Blu Lo-Everton  |                                |       |       | Watford                                      |
|     |      | Cammy Logan           |                                |       |       | Heart of Midlothian                          |
|     |      | Lewis Macari          |                                |       |       | Stoke City                                   |
|     |      | Reece McAlear         |                                |       |       | Motherwell                                   |
|     |      | Connor McAvoy         |                                |       |       | Fulham                                       |
|     |      | Joe McGlynn           |                                |       |       | Burnley                                      |
|     |      | Stuart McKinstry      |                                |       |       | Leeds United                                 |
|     |      | Jack Newman           |                                |       |       | Sunderland                                   |
|     |      | Kane Patterson        |                                |       |       | Burnley                                      |
|     |      | Cieran Slicker        |                                |       |       | Manchester City                              |
|     |      | Connor Smith          | 1 de febrero de 2002 (17 años) |       |       | Cowdenbeath (cedido por Heart of Midlothian) |
|     |      | Andrew Winter         |                                |       |       | Hamilton Academical                          |

- Datos: Q56273960

1. ↑  «The forgotten Scotland team that won the Euros». www.scotsman.com (en inglés). Consultado el 20 de abril de 2021.
2. ↑  «Scotland Under-18s Team Fixtures & Results | Scottish FA». www.scottishfa.co.uk. Consultado el 20 de abril de 2021.
3. ↑  «Scotland to introduce Under-18 national side | Scotland | News». www.scottishfa.co.uk. Consultado el 20 de abril de 2021.
4. ↑  Online, Record Sport (24 de agosto de 2018). «Scotland to introduce Under 18s national team as part of youth development plan». Daily Record (en inglés). Consultado el 20 de abril de 2021.
5. 1 2 3  «Torneo Internacional Juvenil "Copa del Atlantico"». www.rsssf.com. Consultado el 21 de abril de 2021.
6. 1 2 3 4  «Tournoi Juniors U-18 de Cannes». www.rsssf.com. Consultado el 21 de abril de 2021.
7. 1 2 3  «Tournoi Juniors U-18 de Monaco». www.rsssf.com. Consultado el 21 de abril de 2021.
8. 1 2 3 4 5 6 7 8 9 10 11 12 13 14 15 16 17 18 19 20  «U-18 Four Nations Tournament». www.rsssf.com. Consultado el 21 de abril de 2021.
9. ↑  «Slovakia Cup (U-17/U-18)». www.rsssf.com. Consultado el 21 de abril de 2021.
10. ↑  «U-18 Tournament Limoges (France)». www.rsssf.com. Consultado el 21 de abril de 2021.
11. ↑  «https://twitter.com/scotlandnt/status/1169590315180863489». Twitter. Consultado el 21 de abril de 2021.